# Kartal Özmızrak
Kartal Özmızrak, le 29 août 1995, à Istanbul, en Turquie, est un joueur turc de basket-ball. Il évolue au poste de meneur.

## Palmarès
- Champion de Turquie 2012
- Coupe de Turquie 2012
- Coupe du Président 2012
- EuroChallenge 2011-2012
- EuroCoupe 2017-2018